# Kenny Hallaert

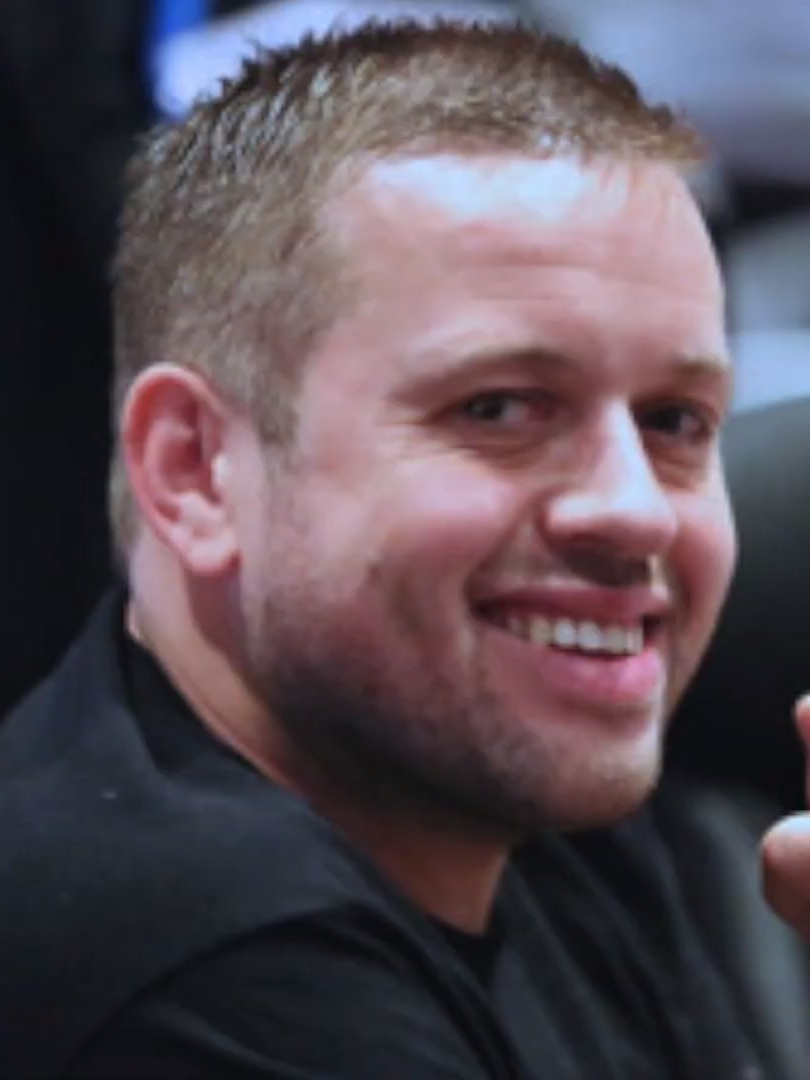
Kenny Hallaert in 2019

Kenny Hallaert (Hansbeke, 14 november 1981) is een Belgische professionele pokerspeler en organisator van pokertoernooien.
Hallaert werkte eerst als elektricien vooraleer hij in de pokerwereld terecht kwam. In 2004 begon hij met pokeren op internet onder pseudoniemen als SpaceyFCB en Spacey1891. In 2005 speelde hij zijn eerste toernooi in Namen. Naast pokeren in onder meer Las Vegas werd hij directeur van pokertoernooien voor PokerStars in de casino’s van Namen en Spa.
In 2016 eindigde Hallaert op de zesde plaats op het officieuze wereldkampioenschap World Series of Poker (WSOP). In 2025 deed hij nog beter met een vierde plaats in de finale van het WSOP-toernooi.
Anno 2025 heeft Hallaert minstens negen miljoen dollar aan prijzengeld bij elkaar gespeeld. Tegenwoordig woont hij in Londen.